# كيز ميتكالف
كيز ميتكالف (بالإنجليزية: Keyes Metcalf)‏ هو أمين مكتبة أمريكي، ولد في 13 أبريل 1889 في إليريا في الولايات المتحدة، وتوفي في 3 نوفمبر 1983 في كامبريدج في الولايات المتحدة.